# Bonnières (Pas-de-Calais)
Bonnières ist eine französische Gemeinde mit 667 Einwohnern (Stand 1. Januar 2022) im Département Pas-de-Calais in der Region Hauts-de-France. Sie gehört zum Arrondissement Arras, zum Kanton Saint-Pol-sur-Ternoise und zum Kommunalverband Ternois.

## Lage
Die Gemeinde Bonnières liegt an der Grenze zum Département Somme, 40 Kilometer westlich von Arras. Nachbargemeinden von Bonnières sind Ligny-sur-Canche und Frévent im Norden, Bouret-sur-Canche im Nordosten, Rebreuve-sur-Canche und Bouquemaison im Osten, Canteleux im Südosten, Barly im Süden, Frohen-sur-Authie und Remaisnil im Südwesten, Villers-l’Hôpital im Westen sowie Fortel-en-Artois im Nordwesten.

## Geschichte
Die Gemeinde Bonnières entstand als namensgleiche Commune nouvelle mit Wirkung vom 1. Januar 2019 durch die Zusammenlegung der früheren Gemeinden Bonnières und Canteleux, die in der neuen Gemeinde jedoch keinen Status als Commune déléguée haben. Der Sitz des Bürgermeisters (Mairie) befindet sich im Ort Bonnières.

### Bevölkerungsentwicklung
| Jahr                                                                  | 1962 | 1968 | 1975 | 1982 | 1990 | 1999 | 2006 | 2013 | 2022 |
| --------------------------------------------------------------------- | ---- | ---- | ---- | ---- | ---- | ---- | ---- | ---- | ---- |
| Einwohner                                                             | 752  | 765  | 708  | 677  | 646  | 607  | 614  | 651  | 667  |
| Quellen: Cassini und INSEE (bis 2013 Addition der Vorgängergemeinden) |      |      |      |      |      |      |      |      |      |

## Sehenswürdigkeiten
- Kirche Saint-Aubin
- Wasserturm

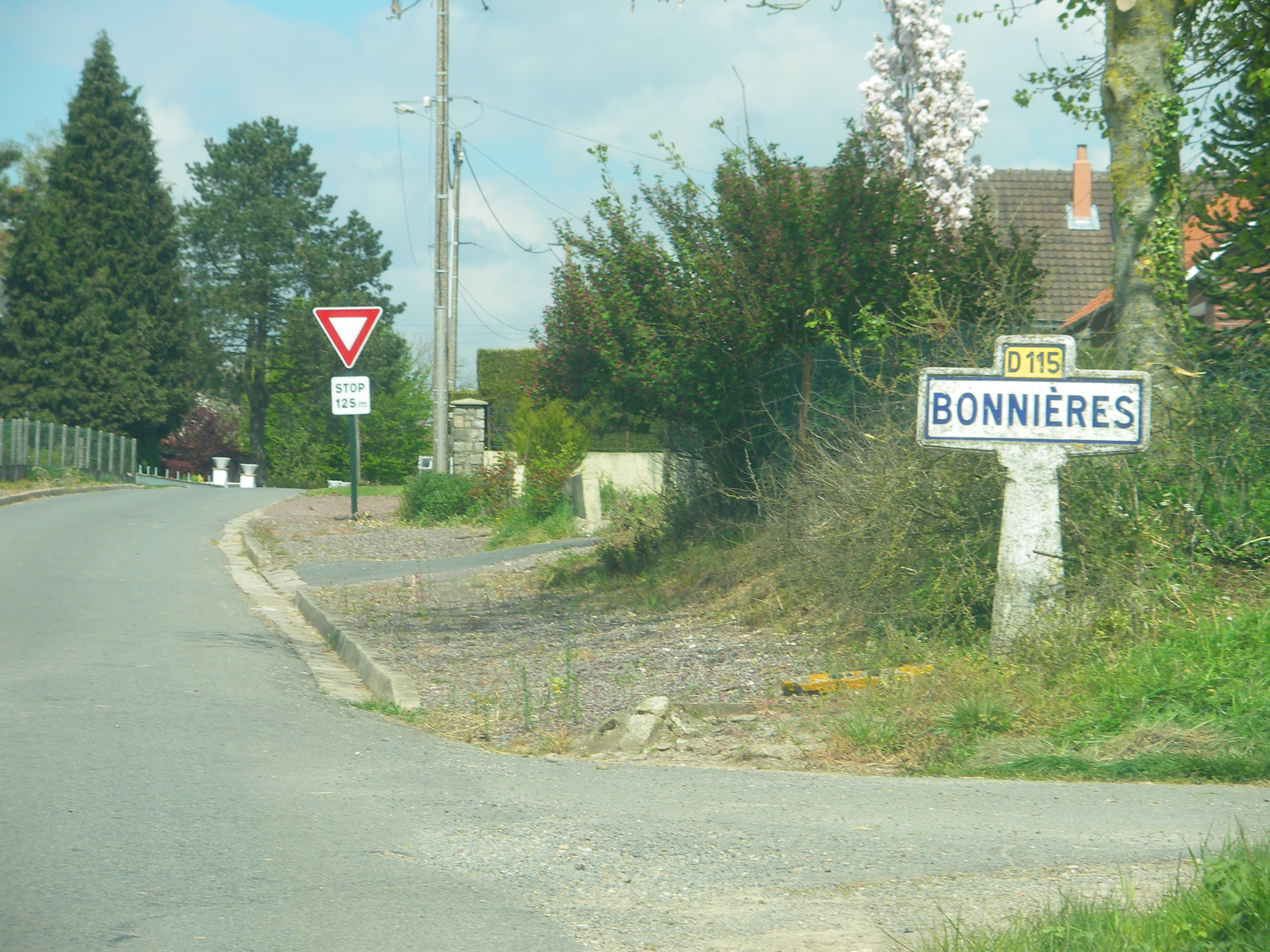
Ortseingang
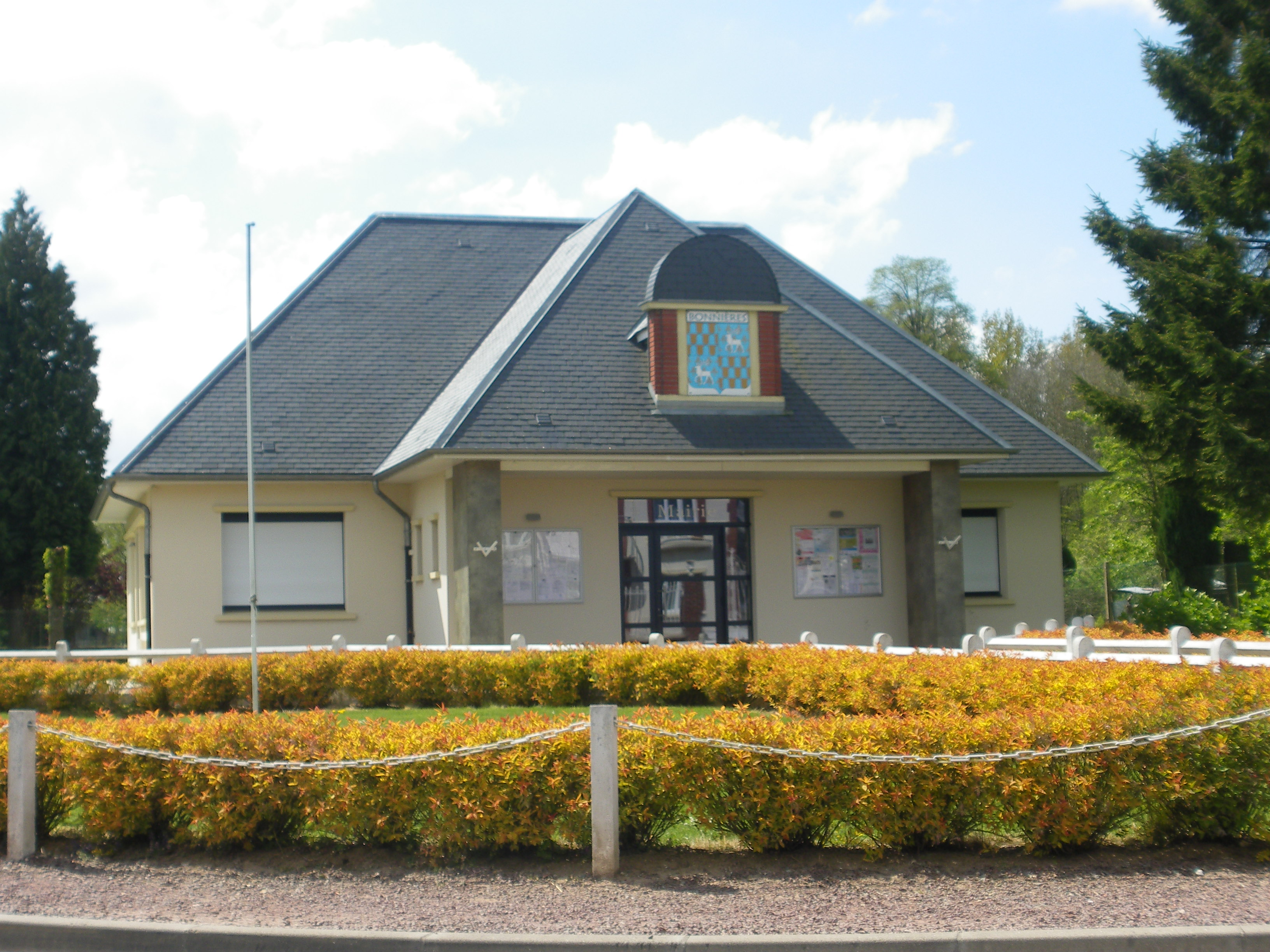
Mairie
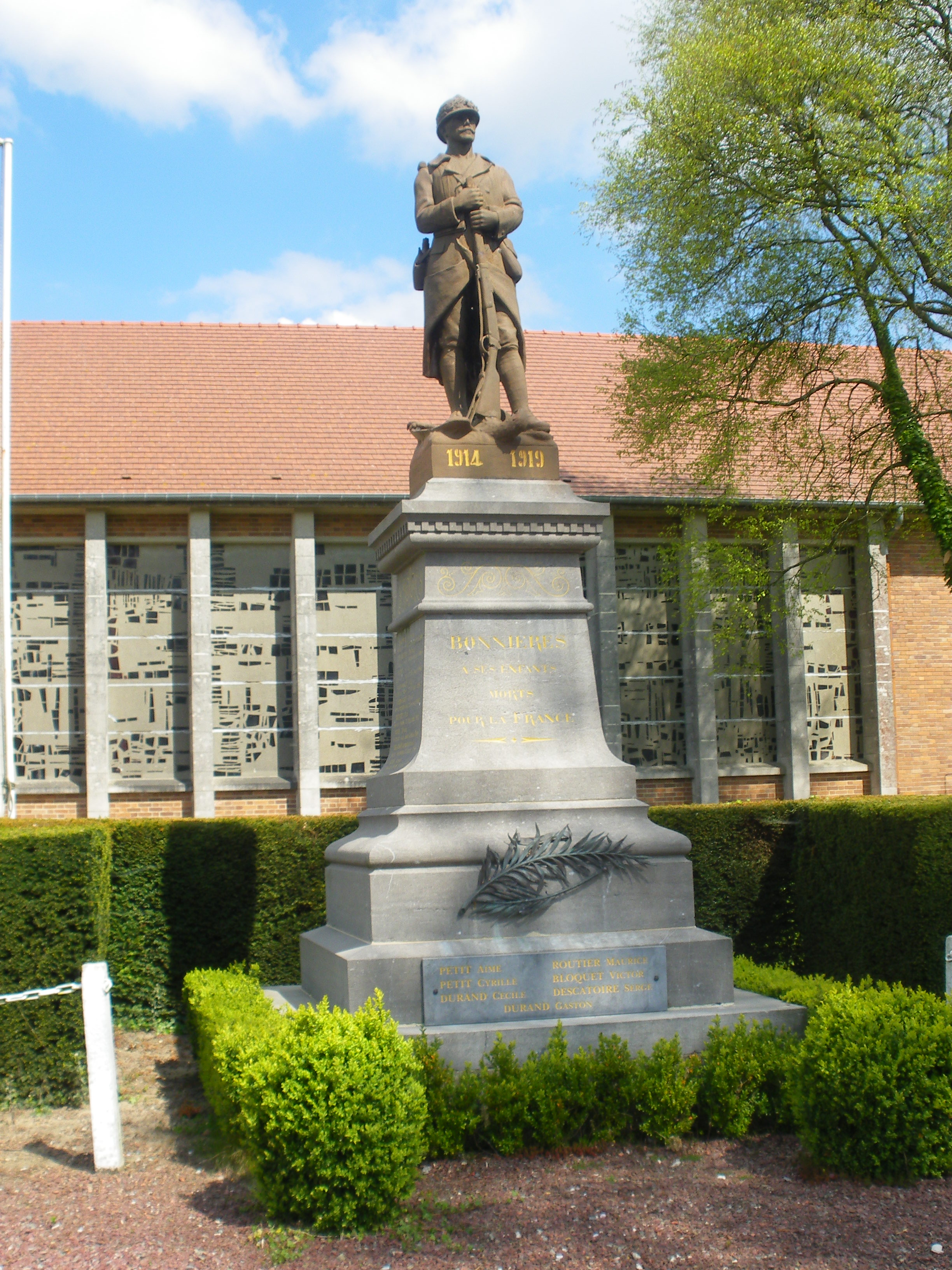
Gefallenendenkmal